# Priti Adani
Priti Gautam Adani  (nacida en 1965) es una empresaria india, dentista, filántropa y presidenta de la Fundación Adani. Es una de las principales educadoras del estado de Gujarat.

## Temprana edad y educación
En 1965, Priti Adani nació en Mumbai en el seno de una familia gujarati. Completó su licenciatura en cirugía dental en Government Dental College, Ahmedabad. Está casada con el presidente del Grupo Adani, Gautam Adani, la persona más rica de la India.

## Carrera profesional
Durante sus primeros días, Priti Adani comenzó su carrera como dentista . En el año 1996, fue nombrada presidenta de la Fundación Adani .
En 2001, después del terremoto de Bhuj, abrió la escuela Adani DAV en Mundra. Más tarde, la escuela pasó a llamarse Escuela Pública Adani. En junio de 2009, ella y su esposo establecieron Adani Vidya Mandir en Bhadreshwar (cerca de Mundra ) y Ahmedabad. Adani Vidya Mandir ofrece educación secundaria superior gratuita a niños desfavorecidos. Bajo su liderazgo, el presupuesto de RSE de Adani Group para 2018-19 aumentó de 95 millones de rupias a 128 millones de rupias en un año.

## Premios
- Premio FICCI -FLOW Mujer Filántropa (2010–11).[9]
- Un doctorado honorario de la Universidad de la Sociedad de Derecho de Gujarat .[10]

## Vida personal
Priti Adani está casada con Gautam Adani, el actual presidente del Grupo Adani . Tienen dos hijos: Karan Adani y Jeet Adani.